# 友愛記念病院
友愛記念病院（ゆうあいきねんびょういん）は、茨城県古河市にある病院である。県民共済を事業とする茨城県民生活協同組合が運営し、茨城県の地域がん診療連携拠点病院に指定されている。

## 診療科
- 消化器科／外科（肝臓科／大腸肛門科／乳腺甲状腺科）
- 一般内科（糖尿病科／血液内科）
- 循環器科
- 呼吸器内科
- 血管外科
- 呼吸器外科
- 形成外科
- 小児科
- 眼科
- 整形外科
- 脳神経外科
- 泌尿器科
- 皮膚科
- 婦人科
- 緩和ケア科
- 禁煙支援外来
- 放射線科
- 栄養科
- 内視鏡室
- 検査科

## 医療機関の指定等
- 保険医療機関
- 救急告示医療機関
- 労災保険指定医療機関
- 生活保護法指定医療機関
- 結核指定医療機関
- 原子爆弾被害者一般疾病医療取扱医療機関
- 臨床研修指定病院
- 臨床修練指定病院
- がん診療連携拠点病院
- DPC対象病院

## 交通アクセス
- 東日本旅客鉄道（JR東日本）東北本線（宇都宮線）古河駅東口①番乗り場より茨城急行バス
  - 友愛記念病院行で終点下車（土日祝日は運休）。
  - 八千代町役場・古河市三和庁舎・北茂呂車庫（いずれも牛ヶ谷経由）行で「友愛記念病院入口」下車。
- 古河市循環バス「ぐるりん号」東コース、「友愛記念病院」下車。